# Gran Premi de Rússia del 2017
El Gran Premi de Rússia de 2017 va ser la quarta prova de la Temporada 2017 de Fórmula 1. Es va disputar entre el 28 i 30 d'abril en el autòdrom de Sochi, Rússia.
Nico Rosberg va ser el guanyador de l'edició anterior, seguit de Lewis Hamilton i Kimi Raikkonen. L'únic pilot en actiu que ha guanyat a Rússia és Lewis Hamilton.
Sebastian Vettel (68) arriba com a líder del mundial a 7 punts sobre Lewis Hamilton (61). McLaren i Sauber arriben amb 0 punts amb 2 abandons per part dels suïssos i 5 dels anglesos de 6 possibles. Sergio Pérez arriba després de 13 carreres consecutives puntuant i Esteban Ocon amb 3 punts en 3 carreres (els seus únics punts a la Fórmula 1). Lance Stroll i Fernando Alonso no han acabat cap carrera de moment en 2017, sent el canadenc el pilot amb menys voltes en carrera aquest any. Carlos Sainz afronta aquesta carrera amb una sanció de 3 posicions a la graella pel seu xoc amb Lance Stroll en el Gran Premi de Bahrain del 2017.

## Pneumàtics
| Nom del compost | Color | Color | Banda de rodadura    | Condicions del temps | Tipus del compost | Adherència         | Longevitat        |
| --------------- | ----- | ----- | -------------------- | -------------------- | ----------------- | ------------------ | ----------------- |
| Ultra tou       | US    |       | Slick (Llis)(P Zero) | Seco                 | Optatiu           | 1 - Més adherència | 5 - Menys durador |
| Súper tou       | SS    |       | Slick (Llis)(P Zero) | Seco                 | Tou               | 2 - Més adherència | 4 - Menys durador |
| Tou             | S     |       | Slick (Llis)(P Zero) | Seco                 | Tou / Duro        | 3 - Mig adherència | 3 - Mitjà durador |

### Tipus de Pneumàtics
| Tipus | Ultra tou | Ultra tou | Super tou | Super tou | Tou | Tou | Intermedis | Intermedis | Pluja | Pluja |
| ----- | --------- | --------- | --------- | --------- | --- | --- | ---------- | ---------- | ----- | ----- |
| Nou   | US        |           | SS        |           | S   |     | I          |            | W     |       |
| Usat  | US        |           | SS        |           | S   |     | I          |            | W     |       |

## Entrenaments lliures

### Primers lliures
Resultats
| Pos. | Nº | Pilot            | Equip/Motor        | Millor temps | Diferència | Compost | Voltes |
| ---- | -- | ---------------- | ------------------ | ------------ | ---------- | ------- | ------ |
| 1    | 7  | Kimi Räikkönen   | Ferrari            | 1:36.074     | —          | SS      | 19     |
| 2    | 77 | Valtteri Bottas  | Mercedes AMG       | 1:36.119     | +0.045     | SS      | 24     |
| 3    | 44 | Lewis Hamilton   | Mercedes AMG       | 1:36.681     | +0.607     | SS      | 23     |
| 4    | 33 | Max Verstappen   | Red Bull-TAG Heuer | 1:37.174     | +1.100     | SS      | 19     |
| 5    | 5  | Sebastian Vettel | Ferrari            | 1:37.230     | +1.156     | SS      | 19     |

### Segons lliures
Resultats
| Pos. | Nº | Pilot            | Equip/Motor        | Millor temps | Diferència | Compost | Voltes |
| ---- | -- | ---------------- | ------------------ | ------------ | ---------- | ------- | ------ |
| 1    | 5  | Sebastian Vettel | Ferrari            | 1:34.120     | —          | US      | 36     |
| 2    | 7  | Kimi Räikkönen   | Ferrari            | 1:34.383     | +0.263     | US      | 36     |
| 3    | 77 | Valtteri Bottas  | Mercedes AMG       | 1:34.790     | +0.670     | US      | 36     |
| 4    | 44 | Lewis Hamilton   | Mercedes AMG       | 1:34.829     | +0.709     | US      | 34     |
| 5    | 33 | Max Verstappen   | Red Bull-TAG Heuer | 1:35.540     | +1.420     | US      | 15     |

### Tercers lliures
Resultats
| Pos. | Nº | Pilot            | Equip/Motor        | Millor temps | Diferència | Compost | Voltes |
| ---- | -- | ---------------- | ------------------ | ------------ | ---------- | ------- | ------ |
| 1    | 5  | Sebastian Vettel | Ferrari            | 1:34.001     | —          | US      | 17     |
| 2    | 7  | Kimi Räikkönen   | Ferrari            | 1:34.338     | +0.337     | US      | 16     |
| 3    | 77 | Valtteri Bottas  | Mercedes AMG       | 1:34.364     | +0.363     | US      | 20     |
| 4    | 44 | Lewis Hamilton   | Mercedes AMG       | 1:34.542     | +0.541     | US      | 19     |
| 5    | 33 | Max Verstappen   | Red Bull-TAG Heuer | 1:35.452     | +1.451     | US      | 21     |

## Classificació
Resultats
| Pos. | Nº | Pilot             | Equip-motor             | Part 1   | Part 2   | Part 3   | Graella | Voltes |
| ---- | -- | ----------------- | ----------------------- | -------- | -------- | -------- | ------- | ------ |
| 1    | 5  | Sebastian Vettel  | Ferrari                 | 1:34.493 | 1:34.038 | 1:33.194 | 1       | 20     |
| 2    | 7  | Kimi Räikkönen    | Ferrari                 | 1:34.953 | 1:33.663 | 1:33.253 | 2       | 18     |
| 3    | 77 | Valtteri Bottas   | Mercedes AMG            | 1:34.041 | 1:33.264 | 1:33.289 | 3       | 18     |
| 4    | 44 | Lewis Hamilton    | Mercedes AMG            | 1:34.409 | 1:33.264 | 1:33.767 | 4       | 19     |
| 5    | 3  | Daniel Ricciardo  | Red Bull Racing         | 1:35.560 | 1:35.483 | 1:34.905 | 5       | 20     |
| 6    | 19 | Felipe Massa      | Williams Martini Racing | 1:35.828 | 1:35.049 | 1:35.110 | 6       | 20     |
| 7    | 33 | Max Verstappen    | Red Bull Racing         | 1:35.301 | 1:35.221 | 1:35.161 | 7       | 18     |
| 8    | 27 | Nico Hülkenberg   | Renault                 | 1:35.507 | 1:35.328 | 1:35.285 | 8       | 21     |
| 9    | 11 | Sergio Pérez      | Force India             | 1:36.185 | 1:35.513 | 1:35.337 | 9       | 18     |
| 10   | 31 | Esteban Ocon      | Force India             | 1:35.372 | 1:35.729 | 1:35.430 | 10      | 20     |
| 11   | 55 | Carlos Sainz      | Scuderia Toro Rosso     | 1:35.827 | 1:35.948 |          | 14*     | 18     |
| 12   | 18 | Lance Stroll      | Williams Martini Racing | 1:36.279 | 1:35.964 |          | 11      | 18     |
| 13   | 26 | Daniil Kvyat      | Scuderia Toro Rosso     | 1:35.984 | 1:35.968 |          | 12      | 18     |
| 14   | 20 | Kevin Magnussen   | Haas F1 Team            | 1:36.408 | 1:36.017 |          | 13      | 16     |
| 15   | 14 | Fernando Alonso   | McLaren F1 Team         | 1:36.353 | 1:36.660 |          | 15      | 14     |
| 16   | 30 | Jolyon Palmer     | Renault                 | 1:36.462 |          |          | 16      | 9      |
| 17   | 2  | Stoffel Vandoorne | McLaren F1 Team         | 1:37.070 |          |          | 20*     | 9      |
| 18   | 94 | Pascal Wehrlein   | Sauber F1 Team          | 1:37.332 |          |          | 17      | 9      |
| 19   | 9  | Marcus Ericsson   | Sauber F1 Team          | 1:37.507 |          |          | 18      | 9      |
| 20   | 8  | Romain Grosjean   | Haas F1 Team            | 1:37.620 |          |          | 19      | 9      |

## Carrera
Resultats
| Pos. | Nº | Pilot             | Equip-motor               | Voltes | Temps/Retirat | Graella | Punts |
| ---- | -- | ----------------- | ------------------------- | ------ | ------------- | ------- | ----- |
| 1    | 77 | Valtteri Bottas   | Mercedes AMG              | 52     | 1:28:08.743   | 3       | 25    |
| 2    | 5  | Sebastian Vettel  | Ferrari                   | 52     | +0.617        | 1       | 18    |
| 3    | 7  | Kimi Räikkönen    | Ferrari                   | 52     | +11.000       | 2       | 15    |
| 4    | 44 | Lewis Hamilton    | Mercedes AMG              | 52     | +36.320       | 4       | 12    |
| 5    | 33 | Max Verstappen    | Red Bull Racing           | 52     | +60.416       | 7       | 10    |
| 6    | 11 | Sergio Pérez      | Force India               | 52     | +86.788       | 9       | 8     |
| 7    | 31 | Esteban Ocon      | Force India               | 52     | +95.004       | 10      | 6     |
| 8    | 27 | Nico Hülkenberg   | Renault                   | 52     | +96.188       | 8       | 4     |
| 9    | 19 | Felipe Massa      | Williams Martini Racing   | 52     | +1 Volta      | 6       | 2     |
| 10   | 55 | Carlos Sainz      | Toro Rosso - Renault      | 51     | +1 Volta      | 11      | 1     |
| 11   | 18 | Lance Stroll      | Williams Martini Racing   | 51     | +1 Volta      | 12      |       |
| 12   | 26 | Daniil Kvyat      | Scuderia Toro Rosso       | 51     | +1 Volta      | 13      |       |
| 13   | 20 | Kevin Magnussen   | Haas - Ferrari            | 51     | +1 Volta      | 14      |       |
| 14   | 2  | Stoffel Vandoorne | McLaren - Honda           | 51     | +1 Volta      | 17      |       |
| 15   | 9  | Marcus Ericsson   | Sauber - Ferrari          | 51     | +1 Volta      | 19      |       |
| 16   | 94 | Pascal Wehrlein   | Sauber - Ferrari          | 50     | +2 Voltes     | 18      |       |
| Ret  | 3  | Daniel Ricciardo  | Red Bull Racing - Renault | 5      | Frens         | 5       |       |
| Ret  | 30 | Jolyon Palmer     | Renault                   | 0      | Accident      | 16      |       |
| Ret  | 8  | Romain Grosjean   | Haas - Ferrari            | 0      | Accident      | 20      |       |
| NVS  | 14 | Fernando Alonso   | McLaren - Honda           | 0      | Motor         | 15      |       |

## Classificacions després de la carrera
| Pos. | Pilot            | Punts | Canvis de posició |
| ---- | ---------------- | ----- | ----------------- |
| 1    | Sebastian Vettel | 86    | =                 |
| 2    | Lewis Hamilton   | 73    | =                 |
| 3    | Valtteri Bottas  | 63    | =                 |
| 4    | Kimi Räikkönen   | 49    | =                 |
| 5    | Max Verstappen   | 35    | =                 |

| Pos. | Constructor             | Punts | Canvis de posició |
| ---- | ----------------------- | ----- | ----------------- |
| 1    | Mercedes AMG            | 136   | Augment           |
| 2    | Ferrari                 | 135   | Disminució        |
| 3    | Red Bull - TAG Heuer    | 57    | =                 |
| 4    | Force India             | 31    | =                 |
| 5    | Williams Martini Racing | 18    | =                 |